# Édouard Agneessens
Pour les articles homonymes, voir Édouard et Agneessens.
Édouard Joseph Alexandre Agneessens, né à Bruxelles le 24 août 1842 et mort à Uccle le 20 août 1885, est un peintre belge et en particulier un excellent portraitiste.

## Biographie
Edouard Joseph Alexandre Agneessens, fils d'Augustin François Agneessens, correcteur typographe, et de Marie Joaniaux est né à Bruxelles, rue des Ursulines 6, le 24 août 1842.
Élève de Jean-François Portaels, Édouard Agneessens fit partie en 1860 du groupe L'Art Libre. Entre 1869 et 1870, il a résidé à Saint-Pétersbourg, en Russie.
En 1868, il est l'un des membres fondateurs de la Société libre des beaux-arts à Bruxelles.
Des troubles mentaux le conduisent à être interné les dernières années de sa vie.
Le 20 août 1885, il décède à Uccle dans la maison de santé où il était interné. Sa dépouille est ramenée à son domicile à Saint-Josse-ten-Noode où se déroulent ses funérailles civiles. Il est inhumé au cimetière de Saint-Josse-ten-Noode à Schaerbeek (pelouse 43).

## Prix et récompenses
- 1869 : Prix de Rome

## Distinction
- Chevalier de l'ordre de Léopold (4 mai 1881)[1].